# Edward Curtiss
Edward Curtiss (* 7. Juli 1898 in Los Angeles, Kalifornien, USA; † 7. November 1970 in Hollywood, Kalifornien, USA) war ein US-amerikanischer Filmeditor.

## Leben
Der in Los Angeles aufgewachsene Edward Curtiss kam 1921 zum Film. Er arbeitete zunächst als Pilot und Stuntman. Während der Dreharbeiten wurde Howard Hawks auf den jungen Mann aufmerksam. Curtiss machte Vorschläge, wie die Szene gedreht und geschnitten werden sollte. Hawks war so beeindruckt von den Ideen, dass er Curtiss freie Hand als Editor ließ.
Seine anschließenden Arbeiten an vielen Filmklassikern zeigten die Qualität seiner Beiträge zum Filmschnitt. Über fünf Jahrzehnte arbeitete Curtiss in Hollywood, die meiste Zeit für Universal Pictures. 1937 erlebte er den Höhepunkt seiner Karriere. Für den Film Nimm, was du kriegen kannst wurde er für den Oscar nominiert. Danach kehrte er Hollywood für kurze Zeit den Rücken und reiste nach London, um dort zu arbeiten. Doch es zog ihn schon bald wieder nach Hollywood zurück. 1963 zog er sich aus dem Filmgeschäft zurück und verbrachte den Rest seines Lebens in North Hollywood. Er war drei Mal verheiratet und hatte zwei Söhne.
Am 7. November 1970 starb Edward Curtiss an den Folgen einer Lungenentzündung.

## Filmografie (Auswahl)
- 1923: Der Glöckner von Notre Dame (The Hunchback of Notre Dame)
- 1925: Das Phantom der Oper (The Phantom of the Opera)
- 1929: Die Liebesfalle (The Love Trap)
- 1930: Das Strafgesetzbuch (The Criminal Code)
- 1932: Scarface
- 1933: The Bitter Tea of General Yen
- 1933: Today We Live
- 1934: Des Sträflings Lösegeld (Great Expectations)
- 1935: San Francisco im Goldfieber (Barbary Coast)
- 1936: Nimm, was du kriegen kannst (Come and Get It)
- 1939: Der Henker von London (Tower of London)
- 1940: Mein kleiner Gockel (My Little Chickadee)
- 1940: Die Bande der Fünf (When the Daltons Rode)
- 1941: This Woman Is Mine
- 1942: Saboteure (Saboteur)
- 1942: Der unsichtbare Agent (Invisible Agent)
- 1943: Frankenstein trifft den Wolfsmenschen (Frankenstein Meets the Wolf Man)
- 1943: Korvette K 225 (Corvette K-225)
- 1945: Die Frau in Grün (The Woman in Green)
- 1947: Zwei trübe Tassen – vom Militär entlassen  (Buck Privates Come Home)
- 1947: Zelle R 17 (Brute Force)
- 1948: Casbah – Verbotene Gassen (Casbah)
- 1948: Gräfin auf drei Tage (The Countess of Monte Cristo)
- 1949: Rebellen der Steppe (Calamity Jane and Sam Bass)
- 1949: Die Geschichte der Molly X (The Story of Molly X)
- 1949: Abandoned
- 1950: Winchester ’73
- 1950: Ins Leben entlassen (Outside the Wall)
- 1950: Gefährliche Mission (Wyoming Mail)
- 1951: Die Diebe von Marschan (The Prince Who Was a Thief)
- 1951: Hinter den Mauern des Grauens (The Strange Door)
- 1951: Die Höhle der Gesetzlosen (Cave of Outlaws)
- 1952: Bronco Buster
- 1952: Unternehmen Rote Teufel (Red Ball Express)
- 1953: Die Welt gehört ihm (The Mississippi Gambler)
- 1953: Die Stadt unter dem Meer (City Beneath the Sea)
- 1953: Der große Aufstand (The Great Sioux Uprising)
- 1953: Strandgut (Forbidden)
- 1954: Ritt mit dem Teufel (Ride Clear of Diablo)
- 1954: Männer, Mädchen und Motoren (Johnny Dark)
- 1954: Duell in Soccoro (Dawn at Soccoro)
- 1954: Der eiserne Ritter von Falworth (The Black Shield of Falworth)
- 1954: Gold aus Nevada (The Yellow Mountain)
- 1955: Abbott und Costello als Gangsterschreck (Abbott and Costello Meet the Keystone Cops)
- 1955: Zur Hölle und zurück (To Hell and Back)
- 1955: Auf der Spur des Todes (Red Sundown)
- 1956: Das Ungeheuer ist unter uns (The Creature Walks Among Us)
- 1957: Schieß oder stirb! (Gun for a Coward)
- 1957: Mister Cory
- 1957: Kreuzverhör (The Tattered Dress)
- 1957: Des Teufels Lohn (Man in the Shadow)
- 1958: Das ist Musik (The Big Beat)
- 1958: Im Zeichen des Bösen (Touch of Evil)
- 1958: Asphalt-Hyänen (Girls on the Loose)
- 1958: Der weiße Teufel von Arkansas (Ride a Crooked Trail)
- 1960: Der Kommandant (The Mountain Road)
- 1963: Twilight Zone (4 Episoden der TV-Serie)